# Havlíčkův Brod Airport
Havlíčkův Brod Airport (tjeckiska: Letiště Havlíčkův Brod) är en flygplats i Tjeckien.   Den ligger i regionen Vysočina, i den centrala delen av landet, 100 km sydost om huvudstaden Prag. Havlíčkův Brod Airport ligger 449 meter över havet.
Terrängen runt Havlíčkův Brod Airport är huvudsakligen platt, men västerut är den kuperad. Havlíčkův Brod Airport ligger nere i en dal. Runt Havlíčkův Brod Airport är det ganska tätbefolkat, med 207 invånare per kvadratkilometer. Närmaste större samhälle är Havlíčkův Brod, 2,4 km öster om Havlíčkův Brod Airport. Trakten runt Havlíčkův Brod Airport består till största delen av jordbruksmark.